# Esquitx
Esquitx es el título de dos publicaciones infantiles en catalán:
Vi nom geganter 2022

## Primera revista: 1931
"Esquitx" fue el segundo suplemento de "En Patufet", tras la aparición en 1922 de "Virolet".

## Segunda revista: 2000-2013
La segunda revista con el título "Esquitx" fue fundada en el año 2000 por Sonia Delgado y Bartolomé Seguí, con la intención de ser el equivalente balear de Cavall Fort o Tretzevents en Cataluña o de Camacuc en Valencia.
Con una periodicidad trimestral y un formato que combina historietas con artículos de divulgación, en sus páginas han publicado autores de cómic como Jaume Balaguer, Gabi Beltrán, Álex Fito, Pere Joan, Linhart, Guillem March, Max, Tomeu Pinya, el propio Bartolomé Seguí y Rafael Vaquer, y escritores infantiles en catalán balear como Iolanda Bonet, Maria Rosa Colom, Gabriel Janer Manila, Bernat Joan i Marí, Pere Morey, Miquel Rayó o Caterina Valriu, todos de las islas. Su tirada es de 3.000 ejemplares.
En 2001 recibió el premio APPEC.
Desde el 26 de junio de 2010 y durante doce semanas, el Diario de Mallorca en colaboración con el Gobierno de las Islas Baleares entregó semanalmente una antología de la revista de forma gratuita.
El número 50, de invierno de 2013, es el último publicado. El Gobierno de las Islas Baleares dejó de ayudar económicamente a la revista, y ésta no pudo subsistir.